# Franse oorlogsverklaring aan Duitsland (1939)

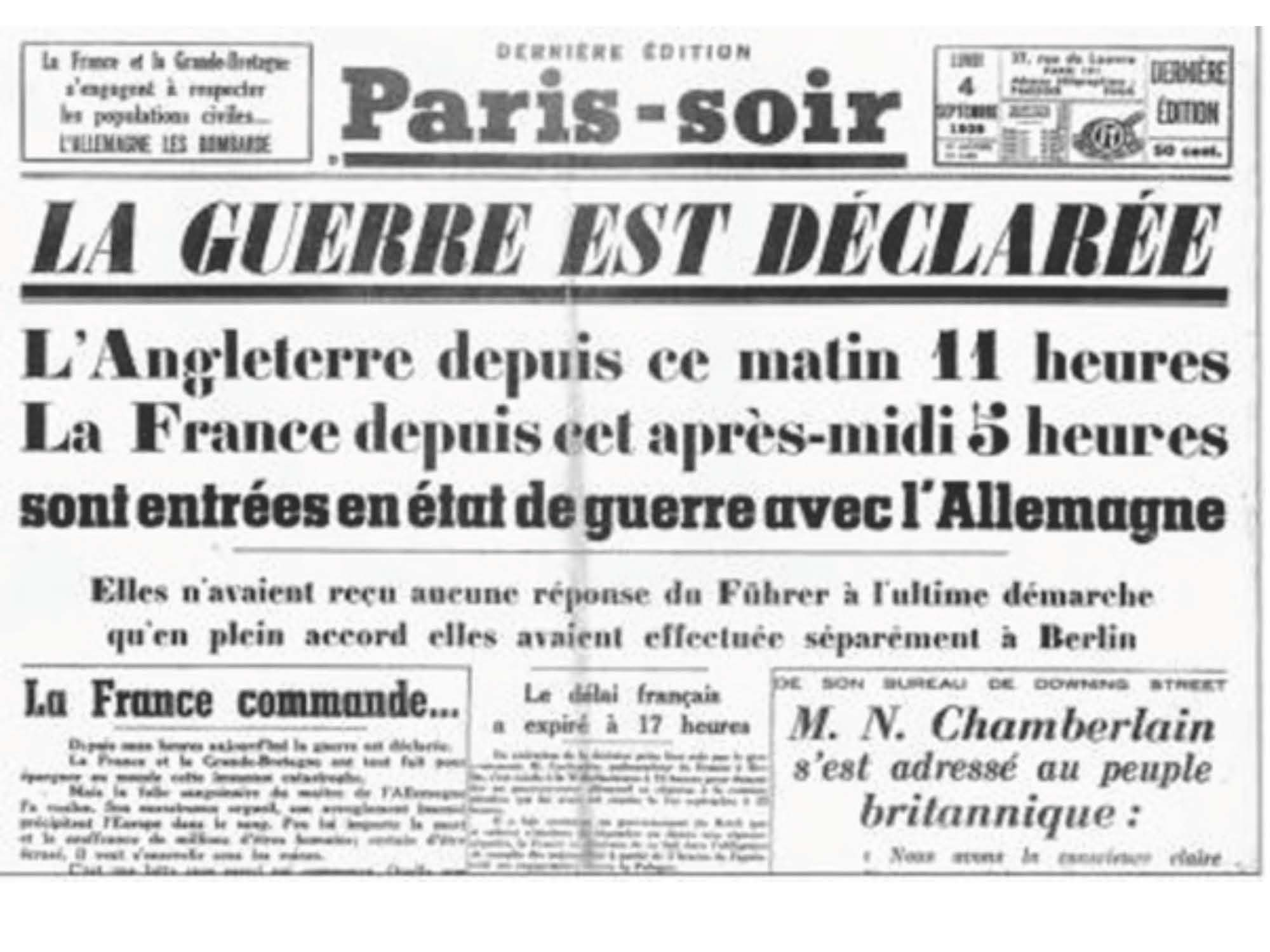
De krant Paris-soir kondigt de oorlogsverklaring van Frankrijk aan Duitsland op 3 september 1939 aan.

De Franse oorlogsverklaring aan Duitsland van 3 september 1939 was een Franse reactie op de Duitse invasie van Polen aan het begin van de Tweede Wereldoorlog. 
Frankrijk en het Verenigd Koninkrijk, die geallieerd waren met Polen, hadden nazi-Duitsland tot 11u gegeven om zich terug te trekken, maar Hitler antwoordde niet eens op dit ultimatum. Daarop verklaarde president Albert Lebrun om 17u de oorlog, enkele uren na de oorlogsverklaring van het Verenigd Koninkrijk aan Duitsland. Enkele dagen later startte Frankrijk het Saaroffensief, maar verder bleven de militaire operaties beperkt in wat de Schemeroorlog werd genoemd.